# Missió: la Terra
"Missió: la Terra" (títol original en anglès "Assignment: Earth") és el vint-i-sisè i últim episodi de la segona temporada de la sèrie de televisió de ciència-ficció estatunidenca Star Trek. Escrit per Art Wallace (basat en una història de Wallace i Gene Roddenberry) i dirigit per Marc Daniels, es va emetre per primera vegada el 29 de març de 1968.
A l'episodi, dedicat a la "investigació històrica", l'USS Enterprise viatja en el temps fins a la Terra de 1968, on es troben amb un agent interestel·lar que planeja intervenir en esdeveniments del segle xx. Kirk i Spock no estan segurs dels seus motius.
Va ser escrit originalment com una sèrie de televisió independent de mitja hora; quan cap xarxa va decidir demanar un pilot, el guió va ser reelaborat per adaptar-lo a Star Trek com a pilot posterior per a la proposada sèrie Assignment: Earth. La sèrie derivada mai es va produir.
Aquest va ser el primer paper significatiu de la televisió de Teri Garr.

## Argument
La USS Enterprise, que ha viatjat a través del temps fins a la Terra de 1968 per a investigacions històriques, intercepta un potent feix transportador originat a almenys a mil anys llum de distància. Un home anomenat Gary Seven (Robert Lansing), vestit amb un vestit de negocis del segle XX i acompanyat d'un gat negre que es diu Isis, es materialitza a bord de l' Enterprise. En adonar-se que el capità Kirk i la seva tripulació són del futur, Seven adverteix a Kirk que la història canviarà si no és alliberat immediatament. En no tenir cap prova de la reclamació de Seven, Kirk l'ha retingut a la nau. Mentrestant, Spock cerca a la base de dades de la història i troba que els Estats Units llançaran armes nuclears des d’una plataforma orbital en poques hores.
Seven, amb l'ajuda del seu dispositiu "servo" de la mida d'un bolígraf, s'escapa i es dirigeix cap a una oficina de Manhattan, sortint d'una porta de la volta que amaga un teletransportador. Dirigint-se a un ordinador activat per veu, s'identifica com a "Supervisor 194" (nom en clau Gary Seven) i pregunta sobre el parador de dos agents, "201" i "347", dels quals s'assabenta que no se'n sap en tres dies. Seven decideix completar la seva missió ell mateix. Arriba una jove, a qui Seven confon amb l'agent 201, però que en realitat és Roberta Lincoln (Teri Garr), una secretària emprada pels agents desapareguts. Aleshores, Seven li diu a la Roberta que és un agent de la CIA i, apel·lant al seu patriotisme, li demana que es quedi i l'ajudi. L'ordinador finalment descobreix que els agents 201 i 347 han mort en un accident d'automòbil.
Kirk i Spock segueixen Seven fins a la seva oficina. Roberta els atura mentre Seven i el seu gat entren a la volta i són teletransportats. En arribar a la "Base de coets McKinley", en Seven accedeix a la torre i s'enfila a un braç d'accés per començar a reconnectar alguns circuits del coet que es llançarà aviat. Quan Kirk i Spock persegueixen a Seven fins a la base de coets McKinley, la policia els deté immediatament. A l' Enterprise, l'enginyer en cap Scott (James Doohan) localitza a Seven i comença a fer-lo captar. Al mateix moment, a l'oficina d'en Seven, la Roberta està experimentant amb els controls de la volta i, sense voler, intercepta el feix del transportador d'en Scotty, portant en Seven a l'oficina.
Seven pren el control del coet de forma remota, armant la seva ogiva i desviant-lo de rumb. Els controladors de la base McKinley intenten frenèticament recuperar el control i, si no, envien una ordre d'autodestrucció al míssil, sense èxit. Després d'un intent fallit de trucar a la policia, Roberta colpeja Seven amb una pesada caixa de cigars i pren el servo. Seven li suplica que li permeti continuar, "... o en sis minuts, comença la tercera guerra mundial!" Kirk i Spock es dirigeixen a l'oficina de Seven. Seven demanen a Kirk perquè el deixi completar el seu pla, que és destruir el míssil a una altitud prou baixa per dissuadir l'ús d'aquestes plataformes orbitals en el futur. Kirk li diu a Spock que si no pot destruir el coet, haurà de confiar en Gary Seven. Spock respon que sense fets, la decisió no es pot prendre de manera lògica. Kirk decideix confiar en Seven que, amb només uns segons de sobra, detona l'ogiva amb seguretat a una altitud de 104 milles.
A l'epíleg, Spock i Kirk expliquen a Seven que l' Enerprise pretenia formar part dels esdeveniments del dia, citant els seus registres històrics. Seven té curiositat per saber-ne més, però només revelen que ell i la Roberta tindran un futur interessant.

## Doblatge al català
L’episodi va ser doblat al català pels estudis Tecni-3 (primera part) i Diálogo (segona part) i emés a TV3 l’any 1989.
| Personatge                | Actor/actriu     | Veu en català                      |
| ------------------------- | ---------------- | ---------------------------------- |
| James T. Kirk             | William Shatner  | Jordi Boixaderas                   |
| Spock                     | Leonard Nimoy    | Isidre Sola i Llop                 |
| Leonard McCoy             | DeForest Kelley  | Eduard Lluís Muntada               |
| Montgomery Scott 'Scotty' | James Doohan     | Joan Carles Gustems Domènec Farell |
| Nyota Uhura               | Nichelle Nichols | Glòria Roig Azucena Díaz           |
| Pavel Chekov              | Walter Koenig    | Quim Roca Pep Madern               |
| Hikaru Sulu               | George Takei     | Jaume Nadal Enric Cusí             |
| Gary Seven                | Robert Lansing   | Carles Sales                       |
| Roberta Lincoln           | Teri Garr        | Alba Sola                          |
| Cromwell                  | Don Keefer       | Enric Arredondo                    |
| Sergent Limpton           | Lincoln Demyan   | Jordi Vilaseca                     |
| Cap de seguretat          | Paul Baxley      | Emili Freixas                      |
| Primer policia            | Bruce Mars       | Emili Freixas                      |

## Producció i recepció
"Missió: la Terra" és l'únic episodi de la sèrie original que inclou l'estrella convidada després del títol de l'episodi però abans del crèdit de l'escriptura.
La "base de coets McKinley" és una ubicació fictícia que s'assembla a l'Estació de la Força Espacial de Cap Canaveral, d'on prové gran part del metratge d'arxiu de l'episodi. La NASA va proporcionar a Gene Roddenberry el metratge d'un coet Saturn V, la càpsula Apollo 4 i metratge addicional gravat especialment per a l'episodi.
Futurism va classificar "Missió: la Terra" com un dels millors episodis del que van anomenar "segon nivell" de la sèrie original.

### Càsting d’Isis el gat
La forma humana no acreditada d'Isis va ser interpretada per l'actriu, ballarina i contorsionista April Tatro. La seva identitat era desconeguda fins al 2019, quan el podcast The Trek Files va citar un full de trucades de producció per a extres del 5 de gener de 1968. Larry Nemecek  la va entrevistar per confirmar-la. A Tatro se li va pagar 84,51 $ (equivalent a 740 $ el 2023) per la seva actuació.
Anteriorment, els fans havien especulat que la forma humana de la gata Isis que es va veure breument va ser retratada per l'actriu Victoria Vetri. Això s'ha repetit tantes vegades que molts articles i llocs web ho tracten com un fet. Tanmateix, la mateixa Vetri va confirmar que no apareixia a l'episodi.

## Altres mitjans
Els personatges de l'episodi han aparegut en diverses obres no canòniques Star Trek.

### Llibres de còmics
El 2008, IDW Publishing va llançar una sèrie de còmics de cinc números Assignment: Earth escrita i dibuixada per John Byrne. Les històries mostren la vida dels personatges des del 1968 fins al 1974, inclosa la implicació perifèrica de Seven i Roberta en els esdeveniments d'un episodi anterior, "Demà és avui" (que es va produir abans de "Missió: la Terra" per a la tripulació de l’Enterprise, però després per a Seven i Roberta). Un epíleg ambientat el 2008 mostra una reunió anual entre Roberta i Isis (amb la seva disfressa humanoide) al Vietnam Veterans Memorial per honrar a un amic que havia estat assassinat en aquell conflicte.
El 2010, els personatges van aparèixer als números 3 i 4 de Star Trek: Leonard McCoy Frontier Doctor.

### Novel·les
L'autor Greg Cox ha inclòs Gary Seven i Roberta Lincoln en tres de les seves novel·les Star Trek: Assignment: Eternity; i una novel·la de dues parts, The Eugenics Wars: The Rise and Fall of Khan Noonien Singh. A les dues últimes novel·les, Seven i Roberta, finalment, impedeixen que Khan Noonien Singh i els seus companys humans modificats genèticament prenguin el control del planeta.
A la novel·la de Peter Clines Fold, un personatge prové d'un univers alternatiu amb un gat anomenat Isis, en honor al gat de la seva sèrie de televisió preferida, "Missió: la Terra". No té coneixement del programa Star Trek. La seva versió d'aquesta dimensió té un gat anomenat Spock.

### Música
La banda Five Year Mission té una cançó basada en aquest episodi que s'imagina que la sèrie derivada es va produir realment, i funciona com a tema principal d'aquest programa.